# 니콜 코르도바
니콜 코르도바(Nichole Cordova, 1988년 8월 17일 ~ )는 미국의 가수, 걸 그룹 걸리셔스의 멤버였다.